# ADN hachimoji
El ADN hachimoji (del japonés 八文字 hachimoji, «ocho letras») es un análogo sintético de ácido nucleico, es un ácido desoxirribonucleico (ADN) con ocho nucleobases: cuatro naturales y cuatro sintéticas. La síntesis del sistema de ADN de ocho bases Hachimoji fue el resultado de estudios de investigación financiados por la NASA. Entre los beneficios de este sistema de ADN se incluyen una mayor capacidad para almacenar datos digitales, así como una mayor comprensión para la búsqueda de vida extraterrestre. Según Lori Glaze, de la División de Ciencias Planetarias de la NASA, "La detección de vida es un objetivo cada vez más importante de las misiones científicas planetarias de la NASA, y este nuevo trabajo [con ADN hachimoji] nos ayudará a desarrollar instrumentos y experimentos eficaces que ampliarán el alcance de lo que buscamos. El líder del equipo de investigación Steven Benner señala: "Al analizar cuidadosamente los papeles de la forma, el tamaño y la estructura del ADN de hachimoji, este trabajo amplía nuestra comprensión de los tipos de moléculas que podrían almacenar información en la vida extraterrestre sobre mundos extraterrestres". 

## Descripción
El ADN natural es una molécula compuesta de dos cadenas que se enrollan una alrededor de la otra para formar una doble hélice que lleva las instrucciones genéticas utilizadas en el crecimiento, desarrollo, funcionamiento y reproducción de todos los organismos vivos conocidos y muchos virus. El ADN y el ácido ribonucleico (ARN) son ácidos nucleicos; junto con las proteínas, los lípidos y los carbohidratos complejos (polisacáridos), los ácidos nucleicos son uno de los cuatro tipos principales de macromoléculas que son esenciales para todas las formas de vida conocidas. Cada nucleótido está compuesto de una de cuatro nucleobasesasas que contienen nitrógeno (citosina [C], guanina [G], adenina [A] o timina [T]), un azúcar llamado desoxirribosa y un grupo de fosfatos. Los nucleótidos están unidos entre sí en una cadena por enlaces covalentes entre el azúcar de un nucleótido y el fosfato del siguiente, resultando en una espina dorsal alterna de azúcar y fosfato. Las bases nitrogenadas de las dos cadenas de polinucleótidos separadas se unen, según las reglas de emparejamiento de bases (A con T y C con G), con enlaces de hidrógeno para formar ADN de doble cadena.
El ADN de hachimoji es similar al ADN natural, pero difiere en el número y tipo de nucleobases. Se encontró que las nucleobases no naturales, más hidrofóbicas que las bases naturales, producen ADN hachimoji exitoso. Tal ADN siempre formó la doble hélice estándar, sin importar la secuencia de bases que se utilizara. Sin embargo, una enzima (T7 polimerasa) fue adaptada por los investigadores para producir genes antinaturales, los cuales, a su vez, fueron usados para producir ARN antinatural, y más tarde, proteínas relacionadas.

### Nuevos pares de bases
El ADN y el ARN están compuestos naturalmente por cuatro bases de nucleótidos que forman enlaces de hidrógeno con el fin de emparejarse. El ADN de Hachimoji utiliza cuatro nucleótidos sintéticos adicionales para formar cuatro tipos de pares de bases, dos de los cuales no son naturales: P se une con Z y B se une con S (dS en el ADN, rS en el ARN).
| Base | Base | Nombre | Fórmula  | SMILES                        | Estructura | ChemSpider | PubChem   |
| ---- | ---- | --- | -------- | ----------------------------- | ---------- | ---------- | --------- |
| P    | P    | 2-Aminoimidazo[1,2a][1,3,5]triazin-4(1H)-one 2-amino-8-(1′-b-D-2′-deoxyribofuranosyl)-imidazo-[1,2a]-1,3,5-triazin-[8H]-4-one | C5H5N5O  | C1=CN2C(=O)NC(=NC2=N1)N       |            | 10205066   | 135600909 |
| Z    | Z    | 6-Amino-5-nitropiridina-2-one 6-amino-3-(1′-b-D-2′-deoxyribofuranosyl)-5-nitro-1H-pyridin-2-one                               | C5H5N3O3 | C1=CC(=O)NC(=C1[N+](=O)[O-])N |            | 9357814    | 11182729  |
| B    | B    | Isoguanina 6-amino-9[(1′-b-D-2′-deoxyribofuranosyl)-4-hydroxy-5-(hydroxymethyl)-oxolan-2-yl]-1H-purin-2-one                   | C5H5N5O  | C1=NC2=NC(=O)NC(=C2N1)N       |            | 69351      | 76900     |
| S    | rS   | Isocitosina | C4H5N3O  | C1=CN=C(NC1=O)N               |            | 60309      | 66950     |
| S    | dS   | 1-Metilcitosina 3-methyl-6-amino-5-(1′-b-D-2′-deoxyribofuranosyl)-pyrimidin-2-one                                             | C5H7N3O  | CN1C=CC(=NC1=O)N              |            | 71474      | 79143     |

## Biología
Según los investigadores, el nuevo ADN de hachimoji cumple el "requisito de Schrödinger" (es decir, "un material genético debe tener diferentes bloques de construcción, al igual que un alfabeto debe tener diferentes letras") para un sistema darwiniano de evolución molecular. El químico Floyd Romesberg de Scripps Research señaló que el descubrimiento del sistema de ADN imagehachimoji sugiere que las bases naturales (G, C, A y T) "no son únicas". La creación de nuevas formas de vida será posible, al menos teóricamente, con el nuevo sistema de ADN. Sin embargo, por ahora, el sistema de ADN hachimoji no es autosuficiente: el sistema necesita un suministro constante de bloques de construcción únicos y proteínas que sólo se encuentran en el laboratorio. Como resultado, "el ADN de Hachimoji no puede ir a ninguna parte si se escapa del laboratorio".
Hachimoji significa 8 letras porque tiene 8 bases

## Aplicaciones
Los investigadores establecieron una compañía, Synthorx, para estudiar algunas de las proteínas antinaturales, que fueron producidas como resultado de su sistema de ADN de hachimoji, como posibles agentes cancerígenos. Además, según el equipo de investigación, "el ADN de Hachimoji podría utilizarse para desarrollar diagnósticos limpios de enfermedades humanas, en el almacenamiento de información molecular recuperable, en el código de barras de ADN, en nanoestructuras autoensambladas, y en la fabricación de proteínas con aminoácidos adicionales, así como también con medicamentos novedosos. Partes de este ADN hachimoji ya están siendo producidas comercialmente por Firebird Biomolecular Sciences LLC". Además, según los investigadores, "además de sus aplicaciones técnicas, este trabajo amplía el alcance de las estructuras que podríamos encontrar al buscar la vida en el cosmos".